# Caldwell Jones
Caldwell Jones (McGehee, 4 agosto 1950 – Decatur, 21 settembre 2014) è stato un cestista e allenatore di pallacanestro statunitense, professionista nella ABA e nella NBA.
Era il fratello di altri tre giocatori di basket professionisti: Major Jones, Wil Jones e Charles Jones.

## Carriera
Ha mosso i primi passi nel mondo del basket alla Desha Central High School ed ha frequentato la Albany State University ad Albany (Georgia). Passato professionista nel 1973, ha giocato tre stagioni nella ABA; i primi due anni con i San Diego Sails allenati da Wilt Chamberlain, cambiando successivamente altre due squadre e realizzando una media di 15,8 punti a partita, con un massimo di 19,5 punti a partita nel 1974-75, suo massimo di sempre in carriera, prima di approdare, con la fusione ABA-NBA nella stagione 1976-77, ai Philadelphia 76ers.
Il 6 Gennaio 1974 con 12 stoppate eguaglia il record di sempre in ABA per il maggior numero di stoppate in una singola partita di Julius Keye.
A Filadelfia giocò per sei stagioni, dal 1976 al 1982, a fianco di grandi campioni quali Julius Erving, Bobby Jones e Maurice Cheeks, non riuscendo tuttavia a vincere il titolo NBA che i 76ers vinsero l'anno successivo con l'arrivo di Moses Malone, attraverso uno scambio che portò agli Houston Rockets proprio Caldwell Jones. In precedenza i 76ers avevano sfiorato due volte il titolo, perdendo la finale nel 1977, prima stagione di Jones nell'NBA in cui totalizzò 6,0 punti, 8,1 rimbalzi a partita e 200 stoppate (quinto assoluto), contro i Portland Trail Blazers e nel 1980, in cui chiuse con 11,9 rimbalzi a partita (quarto assoluto) e 162 stoppate (settimo assoluto), battendo in semifinale i Boston Celtics ma venendo sconfitti in finale dai Los Angeles Lakers.
A Houston giocò due stagioni, più altri quattro anni a Portland, terminando la carriera di giocatore nel 1990 nei San Antonio Spurs, sua diciassettesima stagione, all'età di 39 anni, quinto giocatore più anziano di sempre all'epoca del ritiro.
È deceduto all'età di 64 anni a causa di un attacco cardiaco.

## Statistiche
| * | Primo nella lega |

### NBA e ABA

#### Regular Season
| Anno            | Squadra                    | PG    | PT  | MP   | TC%  | 3P%  | TL%  | RP   | AP  | PRP | SP   | PP   |
| --------------- | -------------------------- | ----- | --- | ---- | ---- | ---- | ---- | ---- | --- | --- | ---- | ---- |
| 1973-1974       | San Diego Conq. (ABA)      | 79    | -   | 37,1 | 46,5 | 25,0 | 74,3 | 13,9 | 1,8 | 0,8 | 4,0* | 15,0 |
| 1974-1975       | San Diego Conq.            | 76    | -   | 39,5 | 48,9 | 27,3 | 78,8 | 14,1 | 2,1 | 0,8 | 3,2* | 19,5 |
| 1975-1976       | San Diego Sails (ABA)      | 10    | -   | 40,7 | 43,1 | -    | 63,6 | 13,6 | 2,2 | 1,3 | 3,7  | 15,9 |
| 1975-1976       | Kentucky Colonels (ABA)    | 15    | -   | 30,5 | 46,8 | -    | 70,3 | 10,5 | 0,9 | 1,1 | 1,1  | 12,4 |
| 1975-1976       | Spirits of St. Louis (ABA) | 51    | -   | 35,5 | 48,2 | 0,0  | 80,2 | 11,0 | 2,2 | 1,0 | 3,2  | 12,6 |
| 1976-1977       | Philadelphia 76ers (NBA)   | 82    | 57  | 24,7 | 50,7 | -    | 55,2 | 8,1  | 1,1 | 0,5 | 2,4  | 6,0  |
| 1977-1978       | Philadelphia 76ers         | 80    | 69  | 20,5 | 47,1 | -    | 62,7 | 7,1  | 1,2 | 0,3 | 1,6  | 5,4  |
| 1978-1979       | Philadelphia 76ers         | 78    | 75  | 27,8 | 47,4 | -    | 74,7 | 9,6  | 1,9 | 0,5 | 2,0  | 9,3  |
| 1979-1980       | Philadelphia 76ers         | 80    | 80  | 34,6 | 43,6 | 0,0  | 69,7 | 11,9 | 2,1 | 0,5 | 2,0  | 7,4  |
| 1980-1981       | Philadelphia 76ers         | 81    | 81  | 32,6 | 44,9 | -    | 76,7 | 10,0 | 1,5 | 0,7 | 1,7  | 7,2  |
| 1981-1982       | Philadelphia 76ers         | 81    | 47  | 30,2 | 49,7 | 0,0  | 81,7 | 8,7  | 1,2 | 0,5 | 1,8  | 7,9  |
| 1982-1983       | Houston Rockets            | 82    | 82  | 29,8 | 45,3 | 0,0  | 78,6 | 8,1  | 1,7 | 0,6 | 1,6  | 9,5  |
| 1983-1984       | Houston Rockets            | 81    | 73  | 30,9 | 50,2 | 33,3 | 83,7 | 7,2  | 1,9 | 0,6 | 1,0  | 9,9  |
| 1984-1985       | Chicago Bulls              | 42    | 32  | 21,1 | 46,1 | 0,0  | 76,6 | 5,0  | 0,8 | 0,3 | 0,7  | 3,4  |
| 1985-1986       | Portland T. Blazers        | 80    | 19  | 18,0 | 49,6 | 0,0  | 82,7 | 4,4  | 0,9 | 0,5 | 0,8  | 4,7  |
| 1986-1987       | Portland T. Blazers        | 78    | 37  | 20,2 | 49,6 | 0,0  | 78,2 | 5,8  | 0,8 | 0,3 | 1,0  | 4,1  |
| 1987-1988       | Portland T. Blazers        | 79    | 77  | 22,5 | 48,7 | 0,0  | 73,6 | 5,2  | 1,0 | 0,4 | 1,3  | 4,2  |
| 1988-1989       | Portland T. Blazers        | 72    | 40  | 17,8 | 42,1 | 0,0  | 78,7 | 4,2  | 0,8 | 0,3 | 1,2  | 2,8  |
| 1989-1990       | San Antonio Spurs          | 72    | 2   | 12,3 | 46,5 | 20,0 | 70,4 | 3,2  | 0,3 | 0,3 | 0,4  | 2,4  |
| Carriera ABA    | Carriera ABA               | 231   | -   | 37,3 | 47,5 | 19,2 | 76,6 | 13,1 | 2,0 | 0,9 | 3,4  | 15,8 |
| Carriera NBA    | Carriera NBA               | 1.068 | 771 | 24,8 | 47,3 | -    | 75,3 | 7,2  | 1,3 | 0,4 | 1,4  | 6,2  |
| Carriera Totale | Carriera Totale            | 1.299 | 771 | 27,0 | 47,4 | -    | 75,6 | 8,2  | 1,4 | 0,5 | 1,8  | 7,9  |

#### Massimi in carriera
Regular Season
- Massimo di punti in ABA: 39 vs Kentucky Colonels (23 gennaio 1975)
- Massimo di punti in NBA: 29 vs Utah Jazz (16 aprile 1983)
- Massimo di rimbalzi in ABA: 25 (2 volte)
- Massimo di rimbalzi in NBA: 27 vs Milwaukee Bucks (18 febbraio 1979)
- Massimo di assist in ABA: 6 vs New York Nets (10 marzo 1976)
- Massimo di assist in NBA: 7 (3 volte)
- Massimo di palle rubate in ABA: 3 (2 volte)*
- Massimo di palle rubate in NBA: 3 (10 volte)*
- Massimo di stoppate in ABA: 12 vs Carolina Cougars (6 gennaio 1974)*
- Massimo di stoppate in NBA: 8 (3 volte)*

(* tenendo conto dei dati ABA e NBA al momento disponibili)

#### Playoffs
| Anno            | Squadra                  | PG  | PT | MP    | TC%  | 3P% | TL%  | RP   | AP  | PRP | SP  | PP   |
| --------------- | ------------------------ | --- | -- | ----- | ---- | --- | ---- | ---- | --- | --- | --- | ---- |
| 1974            | San Diego Conq. (ABA)    | 6   | -  | 46,2* | 40,9 | -   | 68,8 | 15,7 | 2,5 | 1,0 | 2,3 | 13,8 |
| 1977            | Philadelphia 76ers (NBA) | 19* | -  | 27,0  | 50,7 | -   | 60,0 | 7,9  | 1,1 | 0,5 | 2,1 | 4,8  |
| 1978            | Philadelphia 76ers       | 10  | -  | 30,1  | 50,0 | -   | 80,0 | 10,6 | 1,4 | 0,5 | 3,0 | 6,4  |
| 1979            | Philadelphia 76ers       | 9   | -  | 35,6  | 48,3 | -   | 77,8 | 13,4 | 2,3 | 0,4 | 2,4 | 12,7 |
| 1980            | Philadelphia 76ers       | 18* | -  | 35,5  | 45,0 | 0,0 | 80,8 | 10,3 | 1,9 | 0,7 | 2,1 | 8,8  |
| 1981            | Philadelphia 76ers       | 16  | -  | 36,3  | 56,8 | -   | 73,8 | 9,7  | 1,7 | 0,4 | 1,9 | 8,7  |
| 1982            | Philadelphia 76ers       | 21* | -  | 32,3  | 46,3 | -   | 85,4 | 9,0  | 0,9 | 0,5 | 1,9 | 8,7  |
| 1985            | Chicago Bulls            | 2   | 0  | 9,0   | 83,3 | 0,0 | -    | 2,5  | 0,0 | 0,0 | 0,5 | 5,0  |
| 1986            | Portland T. Blazers      | 4   | 0  | 18,3  | 35,3 | -   | 50,0 | 4,8  | 0,8 | 0,0 | 0,5 | 3,5  |
| 1987            | Portland T. Blazers      | 4   | 4  | 32,3  | 41,7 | -   | 83,3 | 7,8  | 1,5 | 0,0 | 1,5 | 3,8  |
| 1988            | Portland T. Blazers      | 4   | 4  | 24,5  | 37,5 | -   | 50,0 | 4,3  | 0,3 | 0,5 | 2,0 | 3,3  |
| 1989            | Portland T. Blazers      | 3   | 1  | 16,7  | 66,7 | -   | -    | 2,7  | 0,0 | 0,0 | 1,0 | 1,3  |
| 1990            | San Antonio Spurs        | 9   | 0  | 7,3   | 44,4 | -   | 0,0  | 1,4  | 0,2 | 0,0 | 0,3 | 0,9  |
| Carriera ABA    | Carriera ABA             | 6   | -  | 46,2  | 40,9 | 0,0 | 68,8 | 15,7 | 2,5 | 1,0 | 2,3 | 13,8 |
| Carriera NBA    | Carriera NBA             | 119 | 9  | 29,1  | 48,4 | 0,0 | 75,9 | 8,4  | 1,2 | 0,4 | 1,9 | 6,8  |
| Carriera Totale | Carriera Totale          | 125 | 9  | 29,9  | 47,5 | 0,0 | 75,4 | 8,7  | 1,3 | 0,5 | 1,9 | 7,2  |

#### Massimi in carriera
Playoffs
- Massimo di punti in ABA: 19 vs Utah Stars (30 marzo 1974)
- Massimo di punti in NBA: 24 vs New Jersey Nets (13 aprile 1979)
- Massimo di rimbalzi in ABA: 22 vs Utah Stars (8 aprile 1974)
- Massimo di rimbalzi in NBA: 26 vs Washington Bullets (2 aprile 1980)
- Massimo di assist in ABA: 6 vs Utah Stars (6 aprile 1974)
- Massimo di assist in NBA: 5 (2 volte)
- Massimo di palle rubate in ABA: 2 vs Utah Stars (8 aprile 1974)*
- Massimo di palle rubate in NBA: 4 vs Boston Celtics (20 aprile 1980)*
- Massimo di stoppate in ABA: 3 (2 volte)*
- Massimo di stoppate in NBA: 8 vs Washington Bullets (3 maggio 1978)*

(* tenendo conto dei dati ABA e NBA al momento disponibili)

## Palmarès
- NBA All-Defensive Team: 2

First Team: 1981, 1982
- ABA All-Star Game: 1

1975
- 2 volte miglior stoppatore della  stagione ABA (1973-1974, 1974-1975) (record ex aequo con Artis Gilmore)
- Maggior numero di stoppate in stagione ABA: (1973-1974)
- Trentacinquesimo migliore rimbalzista di sempre ABA
- Quarto migliore rimbalzista di sempre per rimbalzi a partita ABA in regular season (13,1 rimbalzi a partita)
- Secondo per numero di stoppate di sempre ABA
- Quarantesimo per numero di stoppate di sempre NBA (14°sommando NBA e ABA)
- Secondo migliore giocatore di sempre per stoppate a partita ABA in regular season (3,4 stoppate a partita)
- Trentaquattresimo miglior giocatore per palle rubate di sempre ABA
- Venticinquesimo nella classifica delle partite giocate sommando NBA e ABA (1299)